# Léopold Simoneau
Léopold Simoneau (ur. 3 maja 1916 w Saint-Flavien w Quebecu, zm. 24 sierpnia 2006 w Victorii w Kolumbii Brytyjskiej) – kanadyjski śpiewak, tenor.

## Życiorys
Studiował w Montrealu u Émile’a la Rochelle’a (1939–1941) i Salvatora Issaurela (1941–1944), później kontynuował naukę u Paula Althouse’a w Nowym Jorku (1945–1947). Na scenie zadebiutował w 1941 roku jako Hadji w operze Lakmé Léo Delibesa, w 1944 roku zdobył Prix Archambault. Od 1945 do 1949 roku występował w Stanach Zjednoczonych. W latach 1949–1954 śpiewał w Opéra-Comique w Paryżu, gdzie debiutował rolą Vincenta w Mireille Charles’a Gounoda. Gościnnie występował w Opéra de Paris (1948–1954), La Scali w Mediolanie (1953), Operze Wiedeńskiej (1954–1959), Lyric Opera of Chicago (1954–1961) i Metropolitan Opera w Nowym Jorku (1963). Karierę śpiewaka operowego zakończył w 1964 roku w Montrealu, jego pożegnalną rolą był Don Ottavio w Don Giovannim W.A. Mozarta. Po raz ostatni wystąpił na scenie w 1970 roku, biorąc udział w wykonaniu Mesjasza G.F. Händla. W 1982 roku założył Canada Opera Piccola.
Od 1963 do 1967 roku uczył śpiewu w konserwatorium w Montrealu. W 1971 roku objął funkcję dyrektora artystycznego Opéra du Quebec. Gościnnie wykładał w San Francisco Conservatory of Music (od 1972) i Banff School of Fine Arts (1973–1976). Oficer (1971) i towarzysz (1996) Orderu Kanady, oficer francuskiego Orderu Sztuki i Literatury (1990) oraz kawaler Ordre national du Québec (1997). Doktor honoris causa Uniwersytetu McGilla (1994). Od 1946 roku był żonaty ze śpiewaczką Pierrette Alarie.
Zasłynął przede wszystkim jako wykonawca ról w operach W.A. Mozarta, w tym Don Ottavio w Don Giovannim, Idamante w Idomeneuszu, Tamino w Czarodziejskim flecie.